# Teoria cieplika
Cieplik (termin wprowadzony przez Jędrzeja Śniadeckiego jako tłumaczenie fr. calorique) – według przekonań uczonych przełomu XVIII i XIX w. niezniszczalna i nieważka substancja odpowiedzialna za istnienie ciepła.

## Historia
Około 1750 Joseph Black wyraźnie odróżnił pojęcie ilości ciepła od temperatury. Zmierzył on ciepło, zużywane przy ogrzewaniu wody i topnieniu lodu. Black wprowadził wielkość zwaną obecnie „ciepłem właściwym” i próbował interpretować ciepło jako pewien fluid, który bez żadnych strat przechodzi od ciał gorących do zimnych. Ten fluid nazwano wkrótce „cieplikiem”.
W 1789 Lavoisier umieścił go na liście pierwiastków razem ze światłem (świetlikiem według Śniadeckiego).
Cieplik odróżnić należy od innego fluidu osiemnastowiecznej nauki, flogistonu.
W 1798 fizyk Rumford przy okazji nadzorowania wiercenia lufy działa eksperymentalnie zmierzył ilość ciepła wytwarzaną przez parę koni co przekonało zwolenników teorii do uznania „nieważkości” fluidu. Sam eksperymentator nie wyciągnął z doświadczenia należytych wniosków. W 1799 Humphrey Davy próbował zakwestionować teorię cieplika dokonując stopienia dwóch kawałków lodu pocierając je o siebie i spowodował stopienie wosku w próżni. Eksperyment ten był jednak obarczony błędami i również nie wywarł spodziewanego wpływu na rozwój nauki.
Zwolennikiem tej teorii był uczony John Dalton. Tłumaczyła ona obserwowane zjawiska, stopniowo jednak wychodziły na jaw jej ograniczenia. Ciepło jest tylko sposobem przekazywania energii.
W 1824 Nicolas Carnot w oparciu o teorię cieplika sformułował zasadę działania silników cieplnych. Pracę tę rozwinął Benoît Clapeyron w 1834.
W 1842 Julius Robert von Mayer wprowadził określenie mechanicznego równoważnika ciepła. James Prescott Joule w badaniach prowadzonych od 1839 wyznaczył w 1842 wartość tego równoważnika, prace kontynuował do 1878. Dzięki pracom takich uczonych jak Hermann von Helmholtz, William Thomson i Rudolf Clausius zasadę zachowania cieplika zastąpiła zasada zachowania energii, uznawana przez naukę do dziś (z pewną modyfikacją wynikającą z równoważności masy i energii).